# Krottenbach (Dürrach)
Der Krottenbach ist ein ganzjähriges Fließgewässer im Karwendel auf österreichischem und deutschem Gebiet.
Er entsteht in der Senke zwischen Delpsjoch und Östlichem Torjoch auf Tiroler Gebiet und bildet dort nach kurzem östlichen Verlauf den Delpssee.
Der Bach verlässt den See an dessen Nordseite und fällt dann steil in den Talschluss des Krottenbachtals zwischen Westlichem Torjoch und Stierjoch auf bayerischem Gebiet.
Im Krottenbachtal verläuft der Bach durch mehrere klammartige Abschnitte, nimmt dabei im Verlauf das Wasser der Zuflüsse im Talkessel auf. Beim Griesmann Niederleger macht er einen Knick nach Osten.
Nach einer weiteren als Naturdenkmal ausgezeichneten Klamm mündet der Krottenbach schließlich von Westen in die Dürrach.

## Alpinismus
Durch das für Fahrzeuge weitgehend unzugängliche Krottenbachtal verläuft einer der Zustiege zum Schafreiter. Der Bach wird auch per Kanu befahren.

## Galerie

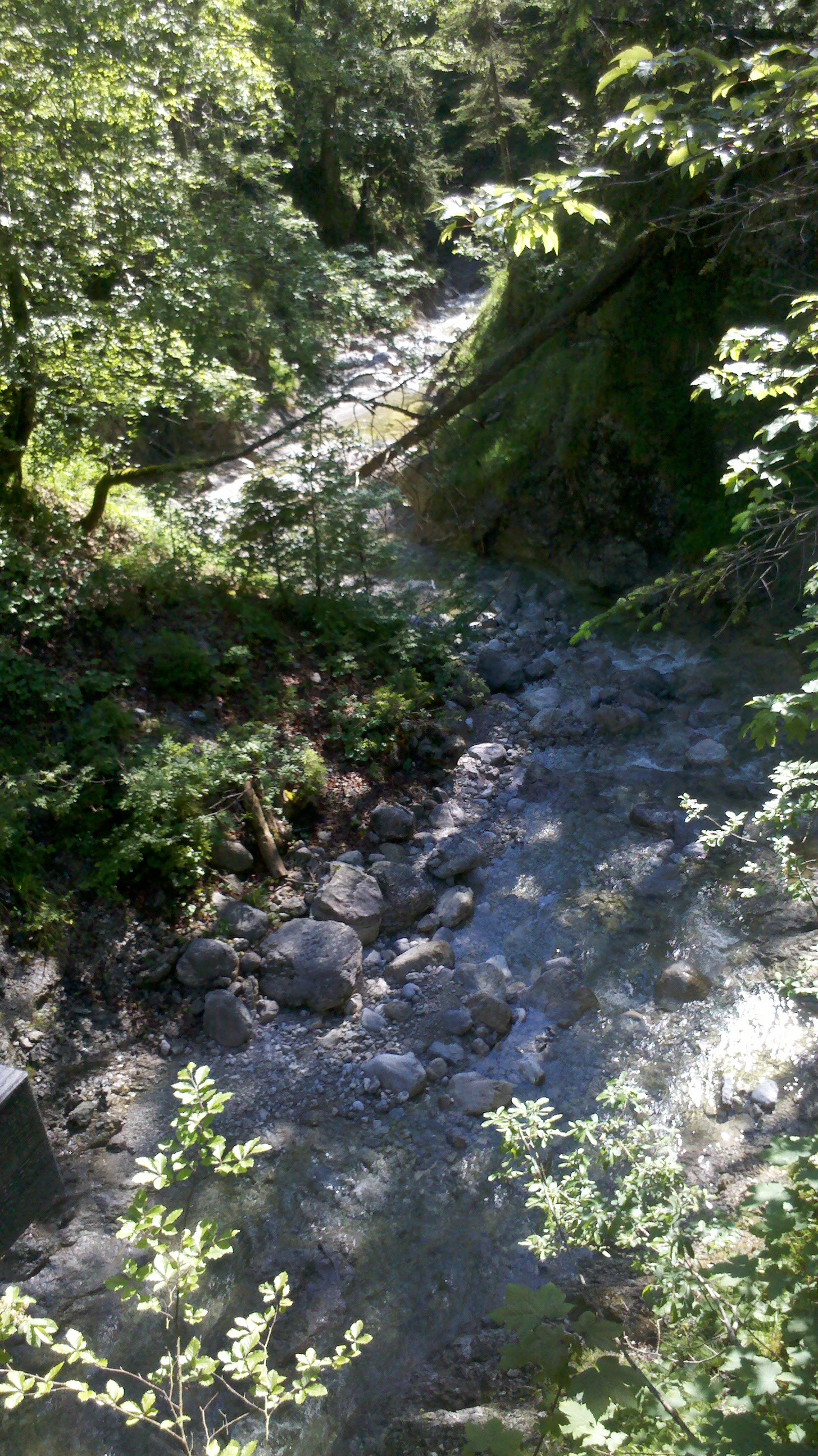
Zufluss Oedbach
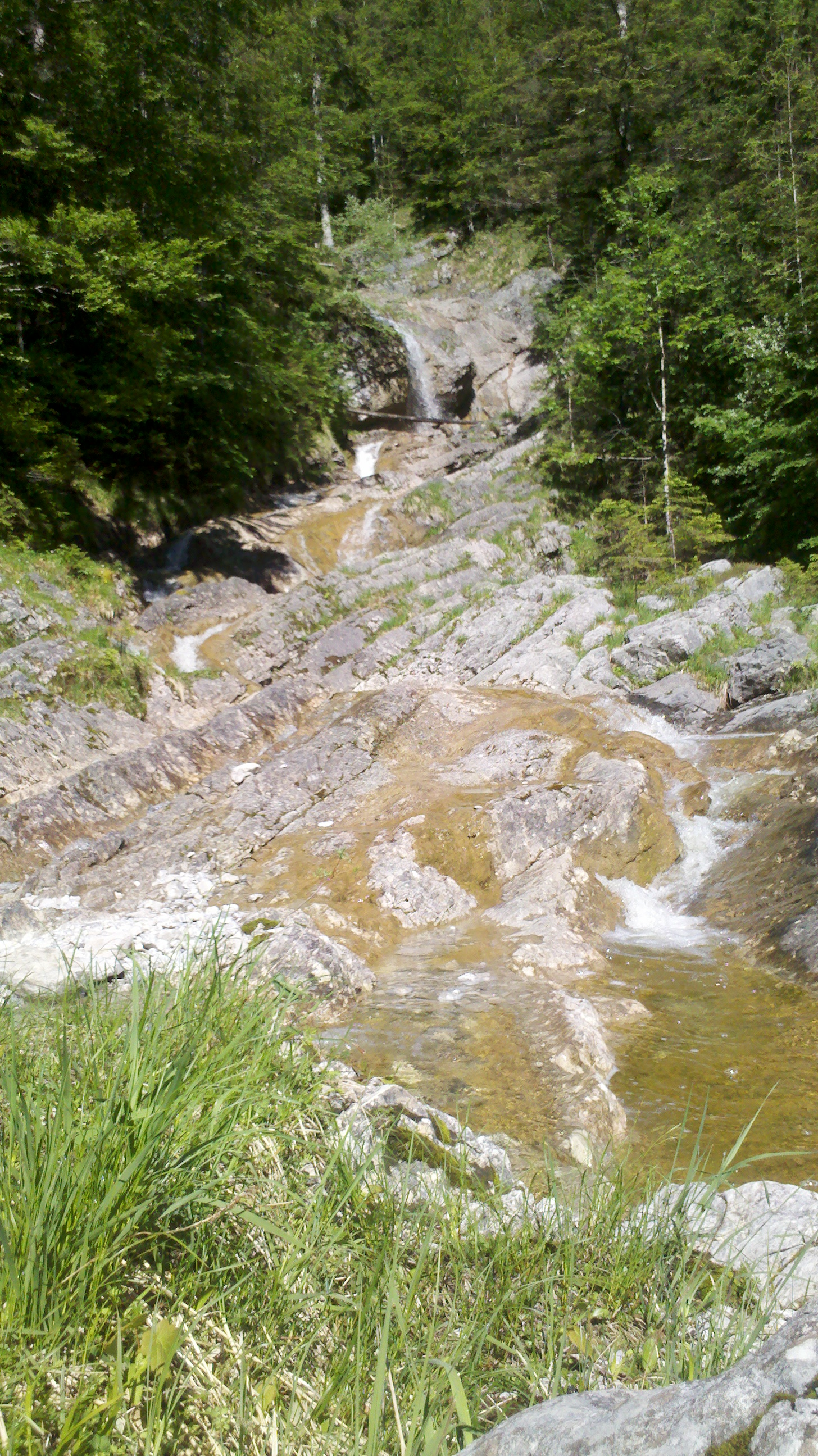
Zufluss Moosbach
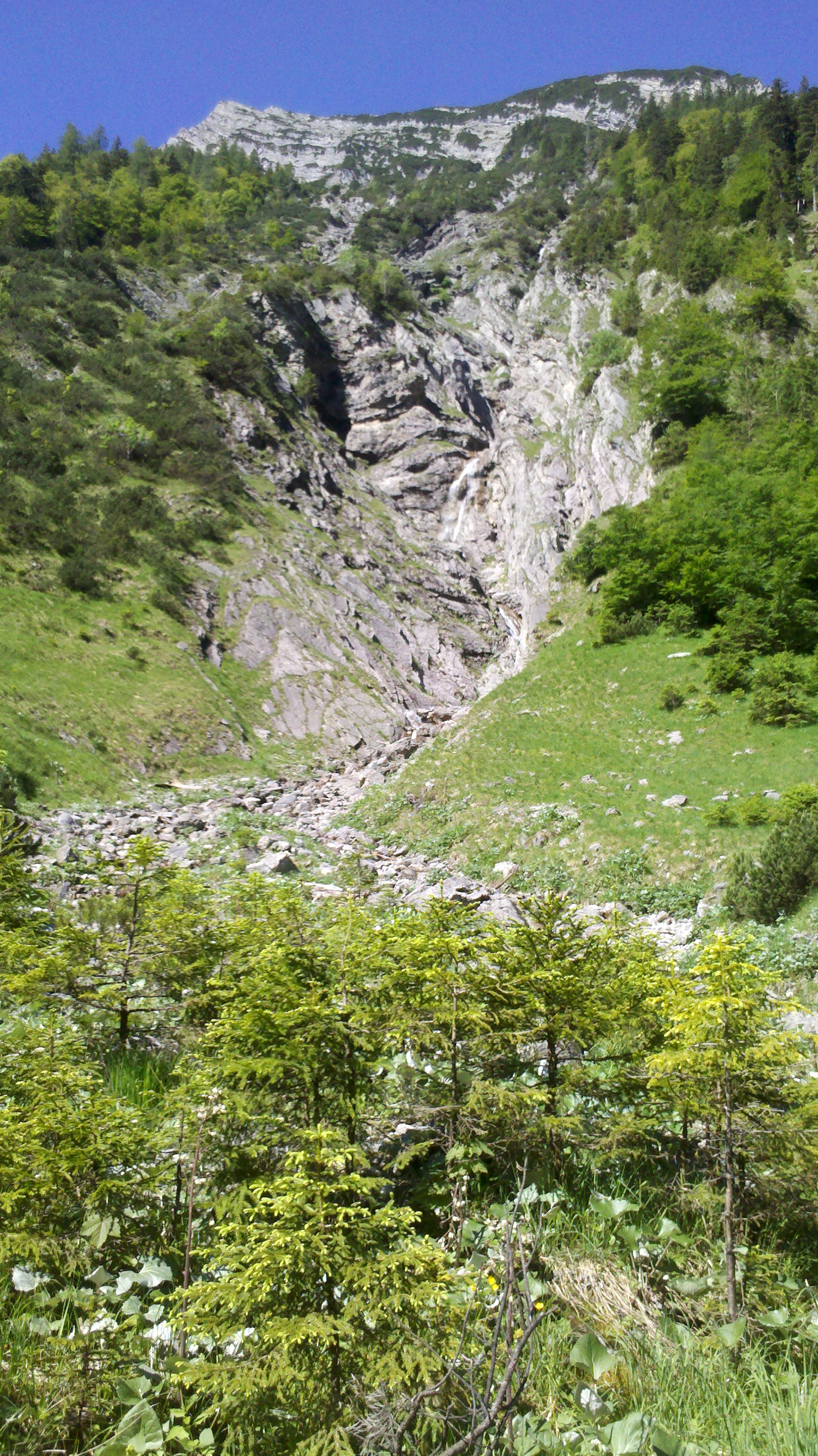
Namenloser Zufluss vom Lichteck